# 中国人民解放軍東部戦区
中国人民解放軍東部戦区（ちゅうごくじんみんかいほうぐんとうぶせんく、东部战区、Dōngbù zhànqū、英語: Eastern Theater Command）は、中華人民共和国五大戦区の一つである。南京軍区の管轄区域をそのまま踏襲している。

## 概要
2016年2月1日、北京で開催された、中国人民解放軍戦区成立大会において、習近平党総書記（党中央軍事委員会主席兼務）が新しく発足した東部、西部、南部、北部、中部の五つの戦区の司令官と政治委員に軍旗を授与し、「各戦区には平和を維持し、戦争に勝つ使命がある」と訓示した。
東部戦区は台湾の「解放」を主に担うとされており、実際に台湾へ圧力を加えるための軍事的威圧行動も実施している。

## 管轄区域
江蘇省、上海市、浙江省、福建省、江西省、安徽省

## 配属部隊
- 東部戦区陸軍（中国語版）
  - 第71集団軍
  - 第72集団軍
  - 第73集団軍
- 東部戦区海軍（中国語版）
  - 東海艦隊
  - 海軍陸戦兵旅団×2個
- 東部戦区空軍（中国語版）
  - 福州基地（福建福州）
  - 上海基地（衢州）